# Sønder Løgum Klit
Sønder Løgum Klit (på tysk Süderlügumer Binnendünen) er er en op til syv meter høj fredet indlandsklit beliggende øst for byen Sønder Løgum i den slesvigske midslette syd for den dansk-tyske grænse. Det 41,5 hektar store område blev fredet i 1938. 
Klittens nuværende form opstod i 1900-tallet. I 1600-tallet kom byen Sønder Løgum i fare for at blive ødelagt af fygesand. For at binde sandet i klitterne og dæmpe sandflugt, blev vandreklitterne beplantet med sandhjælme. Sønder Løgum Klit er nu en af de tilbagestående rester af det tidligere udstrakte hedelandskab med lyng, skove, klitter og mose øst for Læk i det slesvigske midtslette. Lidt sydøst for Læk ved landsbyen Lilholm findes stadig et cirka 17 hektar stort område med lyngklitterne. I øst grænser Sønder Løgum Klit mod Svanemose og Tranemose ved landsbyen Vestre. 
Sandet i klitten stammer fra udvaskede istidsaflejringer inde i landet, så derfor er jorden meget fattig på kalk og næringsstoffer. Til gengæld betyder det varme og tørre klima, at specielle arter få gode leveforhold. Typisk for Sønder Løgum Klit er hedelyng, revling, bølget bunke og blåtop. Klitten er også levested for mange fugle- og dyrearter såsom sanglærke, sortstrubet bynkefugl, rødrygget tornskade, mark- og skovfirben og ikke mindst bier og sommerfugle.

## Eksterne henvsisninger
- Wikimedia Commons har flere filer relateret til Naturområde Sønder Løgum Klit
- Delstaten Slesvig-Holsten om Sønder Løgum indlandsklit Arkiveret 20. marts 2016 hos  Wayback Machine

54°52′20″N 8°55′45″Ø / 54.87222°N 8.92917°Ø